# Mike Hughes
Mike Hughes, född den 7 augusti 1959 i St. Catharines i Kanada, är en kanadensisk roddare.
Han tog OS-brons i scullerfyra i samband med de olympiska roddtävlingarna 1984 i Los Angeles.